# KF Bylis Ballsh
KF Bylis Ballsh (fullständigt namn på albanska Klubi i Futbollit Bylis Ballsh, fotbollsklubben Bylis Ballsh) är en albansk fotbollsklubb från den albanska staden Ballsh. Klubbens hemmaplan är Adush Muça-stadion, som rymmer 5300 åskådare. Klubben grundades 1972 under namnet Ballshi i Ri. Säsongen 1997-98 spelade klubben för första gången i den högsta ligan, Kategoria Superiore, och året därpå deltog man i Euro-cupen. Säsongen 2008/2009 spelade klubben i Kategoria Superiore, men efter en misslyckad säsong blev man nedflyttade och spelar numera i den näst högsta divisionen, Kategoria e Parë. Säsongen 2016/2017 slutade klubben på andra plats i grupp B av Kategoria e Parë. 

## Placering senaste säsonger
| Säsong    | Nivå | Liga                | Placering | Referens |
| --------- | ---- | ------------------- | --------- | -------- |
| 2021/2022 | 2    | Kategoria e Parë    | 1         | [ 1 ]    |
| 2022/2023 | 1    | Kategoria Superiore | 9         | [ 2 ]    |
| 2023/2024 | 2    | Kategoria e Parë    | 2         | [ 3 ]    |
| 2024/2025 | 1    | Kategoria Superiore | 7         | [ 4 ]    |